# دانيلو باش
دانيلو باش (بالإنجليزية: Danilo Bach)‏ هو كاتب سيناريو ومنتج أفلام أمريكي، ولد في 1 مارس 1944 في الولايات المتحدة.

## وصلات خارجية
- دانيلو باش على موقع IMDb (الإنجليزية)
- دانيلو باش على موقع قاعدة بيانات الفيلم (الإنجليزية)